# Graffignana
Graffignana es una localidad y comune italiana de la provincia de Lodi, región de Lombardía, con 2.517 habitantes.

## Graffignaninos destacados
- Luigi Carlo Borromeo, obispo de Pésaro de 1953 hasta 1975.

## Evolución demográfica
| Gráfica de evolución demográfica de Graffignana entre 1861 y 2001 |
|                                                                   |
| Fuente ISTAT - elaboración gráfica de Wikipedia                   |